# Не ищи объяснения
«Не ищи объяснения» — советский фильм 1982 года снятый на киностудии «Киргизфильм» режиссёром Джали Соданбеком.
Лирическая драма по повести «Девичий секрет» писателя Оскена Даникеева.

## Сюжет
Салия, сирота, сразу после окончания десятилетки уезжает из нелюбимого ею дома мачехи в горняцкий поселок к родному дяде. В дороге она знакомится с симпатичным молодым человеком, работающим на том же руднике, что и дядя. Добрый и отзывчивый Азим помогает девушке устроится на работу и поступить на вечерние подготовительные курсы в институт. Простое человеческое участие Салия, совершенно неопытная и лишенная человеческого внимания, принимает за нечто большее. Она уверена, что это явный ответ на ее первую пылкую влюбленность. Но молодой инженер любит Джамилю и совершенно не помышляет о другой девушке. Волею случая узнав о взаимной любви Азима и Джамили, Салия испытывает огромное горе, ей кажется, что все её предали и она опять осталась одна…

## В ролях
- Венера Ормушева — Салия
- Аман Камчибеков — Азим
- Айтурган Темирова — Джамиля
- Сергей Борисов — Иван Яковлевич
- Лариса Любомудрова — секретарь
- Мира Далбаева — секретарь
- Медель Маниязов — дядя Бахтияр
- Зоя Молдобаева — тётя Алмаш
- Сухраб Асраров — Арстанбек
- Турсун Темиркулов — Идрис
- Александра Хонг — Дамира
- Гулайым Каниметова — эпизод